# Rijnmond

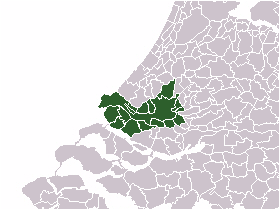
Rijnmonds läge

Rijnmond (nederländskt uttal: [ˈrɛimont]) (bokstavligen Rhens mynning) är den storstadsregion som omger staden Rotterdam i Nederländerna. En annan term som används i detta sammanhang är Stadsregio Rotterdam (bokstavligen Rotterdams stadsområde). Rijnmond ligger på Rhen, Maas och Scheldes floddeltan. Regionen har en total befolkning på 1 176 558 i september 2013.
Regionen består av följande delområden:
- B-driehoek, kommun: Lansingerland (som består av följande före detta kommuner: Bergschenhoek, Berkel en Rodenrijs och Bleiswijk)
- IJsselmonde (delvis), kommuner: Albrandswaard, Barendrecht och Ridderkerk
- Oost, kommuner: Capelle aan den IJssel och Krimpen aan den IJssel
- Rotterdam (kommun)
- Voorne-Putten, kommuner: Brielle, Hellevoetsluis, Westvoorne och Nissewaard (som består av följande två kommuner: Bernisse och Spijkenisse)
- Waterweg-Noord, kommuner: Maassluis, Schiedam och Vlaardingen